# Mammillaria discolor
Mammillaria discolor là một loài thực vật có hoa trong họ Cactaceae. Loài này được Haw. mô tả khoa học đầu tiên năm 1812.

## Hình ảnh

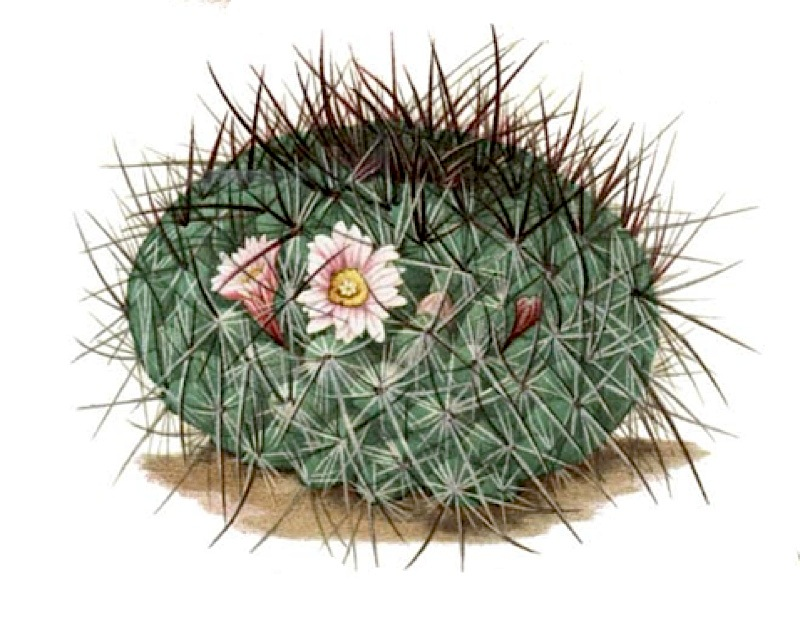